# Stara Orjîțea, Zhurivka
Stara Orjîțea (în ucraineană Стара Оржиця) este o comună în raionul Zhurivka, regiunea Kiev, Ucraina, formată numai din satul de reședință.

## Demografie
Componența lingvistică a comunei Stara Orjîțea
     Ucraineană (97,46%)
     Rusă (2,25%)
     Alte limbi (0,29%)
Conform recensământului din 2001, majoritatea populației comunei Stara Orjîțea era vorbitoare de ucraineană (97,46%), existând în minoritate și vorbitori de rusă (2,25%).